# Contea di Goomalling
La contea di Goomalling è una delle 43 local government areas che si trovano nella regione di Wheatbelt, in Australia Occidentale. Si estende su di una superficie di circa 1.837 chilometri quadrati ed ha una popolazione di 935 abitanti.